# José Martínez Cervera
José Martínez Cervera (10 de junio de 1983 en Barcelona, Cataluña, España) es un futbolista español que juega de lateral derecho y pertenece al Fútbol Club Vilablareix de la Tercera Catalana. Es hermano del futbolista Ángel Martínez Cervera.

## Trayectoria
Formado en las categorías inferiores del Girona Fútbol Club, Jose Martínez, llegó a ser capitán del conjunto gerundense, ascendiendo con el primer equipo desde Tercera División de España hasta Segunda. En 2010, coincidiría con su hermano Ángel, cedido por el R. C. D. Español.
En verano de 2013, dejaría el Girona para fichar por el Omonia Nicosia en la Primera División de Chipre.
En el mercado de invierno de 2020 ficha por el Palamós Club de Fútbol.